# ولایت هلمند
هِلمَند یا هیرمند (اوستایی: هَئیتومَنت/Haētumant) یکی از بزرگ‌ترین ولایت‌های افغانستان به‌شمار می‌رود که در جنوب افغانستان قرار دارد و از جنوب با پاکستان همسایه‌است. این ولایت ۱٬۴۴۶٬۲۳۰ نفر جمعیت و ۵۸٬۵۸۴ کیلومتر مربع مساحت دارد که پشتون‌ها اکثریت جمعیت را شامل می‌شوند؛ و نفوس کمی آن را به ترتیب هزاره‌ها و تاجیک‌ها تشکیل می‌دهند.

## نام
واژهٔ هیرمَند برگرفته از نام رود هلمند، رودی بزرگ در تاریخی، که در اوستا بنام رود هَئیتومَنت/Haētumant یاد شده می‌باشد. در نسک یشت‌ها (در ۶۹–۱۹٫۶۶) از این شاخه‌های رود بزرگ هئیتومنت (هلمند) نیز یاد شده: Xᵛāstrā/خواسترا (خاشرود)، Hvaspā/هوَسپا، Fradaθā/فرَدَثا (فرارود)، Xᵛarənahvaitī/خوَرِه‌نَوَیتی (رود ارغنداب)، Uštavaitī/اوشتَوَیتی، Urvā/اُروا، Ǝrəzī/اِرِه‌زی (زرنج)، و Zarənumatī/زَرِه‌نومَتی. این اسامی در نوشته‌های پهلوی، به‌ویژه در کتاب نیز این‌گونه یاد شده‌است. هِندمَند، در منابع اولیه اسلامی، همچون توسط استخری، صص. ۴۵–۲۴۲؛ یاقوت، در بُلدان، ص. ۴۱۸؛ هیلمَند، توسط ابن حوقل، ص. ۴۱۷؛ هیرمید: توسط مقدسی، صص. ۳۰۴، ۳۲۹؛ هیدمَند، در حدود العالم، برگردان و تفسیر از مینورسکی، صص. ۷۳، ۱۱۰؛ هیرمَند، نام معمول فارسی آن است که تا امروز کاربرد می‌شود، توسط حمدالله مستوفی، در نزهةالقلوب، برگردان گای لسترنج، صص. ۱۴۲، ۱۷۸؛ نَهرِ بُست، توسط مسعودی در مروج‌الذهب. (در زبان اوستایی) به معنی دارای پل و دارندهٔ سد و بند است. رود هیرمند از رودهای فلات شرقی ایران نام رودی بزرگ در سیستان شرقی (افغانستان) و سیستان غربی (ایران) است.
هیر همچنین به معنی آتش و سرپرست آتش آمده‌است. هیرمند به معنی آتش‌پرست که ملازم آتش باشد ذکر شده؛ مرکب از هیر بمعنی آتش و مند بمعنی صاحب و دارا.
به رود هیرمند در شاهنامهٔ فردوسی بارها اشاره شده. این رود هیرمند از رودهای شرقی فلات ایران است که طول آن به ۱۱۰۰ کیلومتر می‌رسد. هیرمندرود از غرب کابل نزدیک بامیان سرچشمه گرفته تا مرز میان ایران و افغانستان جاریست.

## مردم
بیشتر مردم ولایت هلمند به زبان‌های پشتو سخن می‌گویند. براساس آخرین برآوردها پشتون‌ها بیش از ۸۰ درصد از جمعیت ولایت هلمند را تشکیل می‌دهند و  ۲۰ درصد نفوس این ولایت متشکل از دیگر قومیت‌ها می‌باشد.
| جمعیت مردم هلمند | جمعیت مردم هلمند | جمعیت مردم هلمند | جمعیت مردم هلمند | جمعیت مردم هلمند |
| ---------------- | ---------------- | ---------------- | ---------------- | ---------------- |
|                  |                  |                  |                  |                  |
| پشتون ها         | پشتون ها         |                  | ۸۵٪              | ۸۵٪              |
| بلوچ ها          | بلوچ ها          |                  | ۱۰٪              | ۱۰٪              |
| تاجیک ها         | تاجیک ها         |                  | ۳٪               | ۳٪               |
| ایماق ها         | ایماق ها         |                  | ۲٪               | ۲٪               |

### سیک‌ها
سیک‌ها در زمان ظاهرشاه به ولایت هلمند آمدند و در مارجه ساکن شدند. بعد به دیگر مناطق این ولایت سفر کردند؛ از جمله لشکرگاه. سال‌ها زندگی آرامی داشتند تا هنگامی که با آغاز جنگ‌های دههٔ هفتاد مهاجرت هندوها از این ولایت نیز آغاز شد.
شمار دقیق سیک‌ها و هندوها در افغانستان مشخص نیست. گفته می‌شود تا پیش از جنگ‌های دههٔ هفتاد خورشیدی، شمار این اقلیت‌ها به حدود ۱۰۰ الی ۲۰۰ هزار نفر می‌رسید، اما در حال حاضر بین سه تا چهار هزار سیک و هندو در بخش‌های مختلف افغانستان زندگی می‌کنند که عمدتاً به دکانداری و تجارت مشغول هستند. در سال ۱۳۹۶ خورشیدی، در ولایت هلمند، از بیش از ۱۲۰ خانواده اهل سیک و هندو تنها ۲ نفر باقی ماند بودند.

## جغرافیا

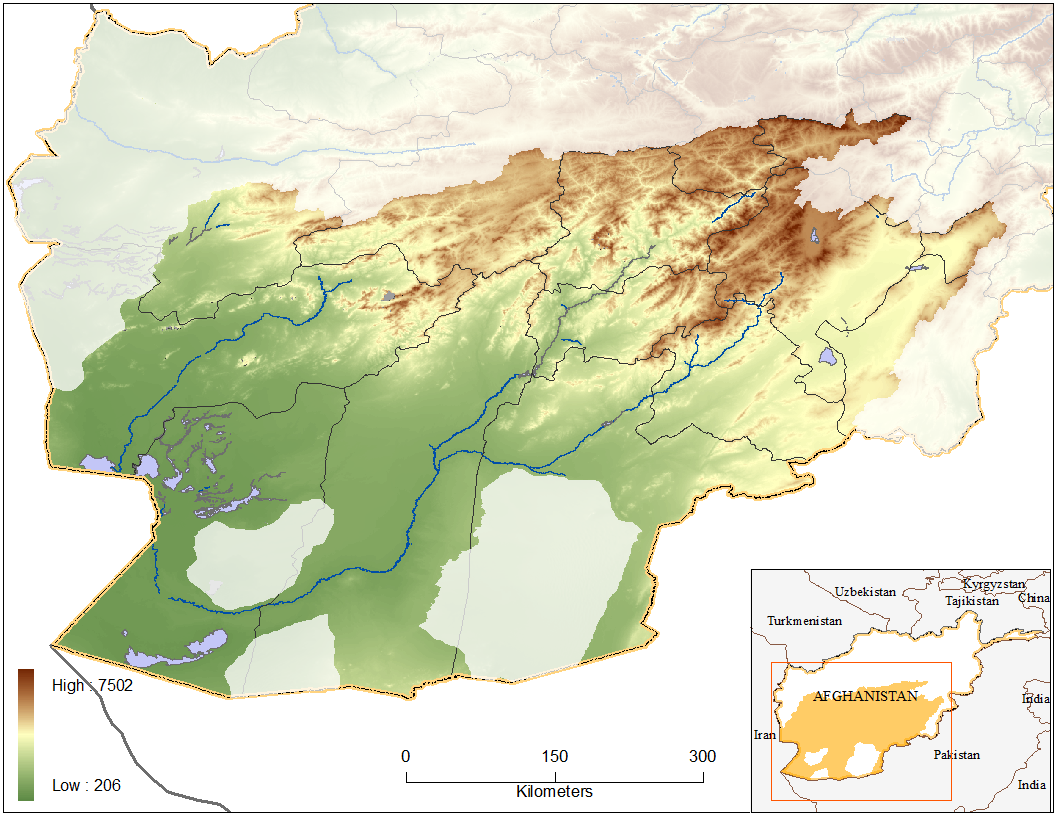
حوضه هیرمند، جنوب شرقی افغانستان

ولایت هلمند در ۶۰ درجه و ۶۱ دقیقه طول البلد و ۲۹ درجه و ۳۰ دقیقه عرض البلد به مرکزیت شهر «لشکرگاه» موقعیت دارد. مساحت آن ۶۱٬۸۲۹ کیلومتر مربع و جمعیت اش ۱٬۴۴۶٬۲۳۰ نفر است. نام هلمند را در ایران هیرمند می‌خوانند که در واژه به معنای «دارندهٔ آتش» است و رودی است که از افغانستان به سیستان ایران و در پایان به دریاچه هامون می‌ریزد. این ولایت بیشتر بیابانی است.
- بند کجکی

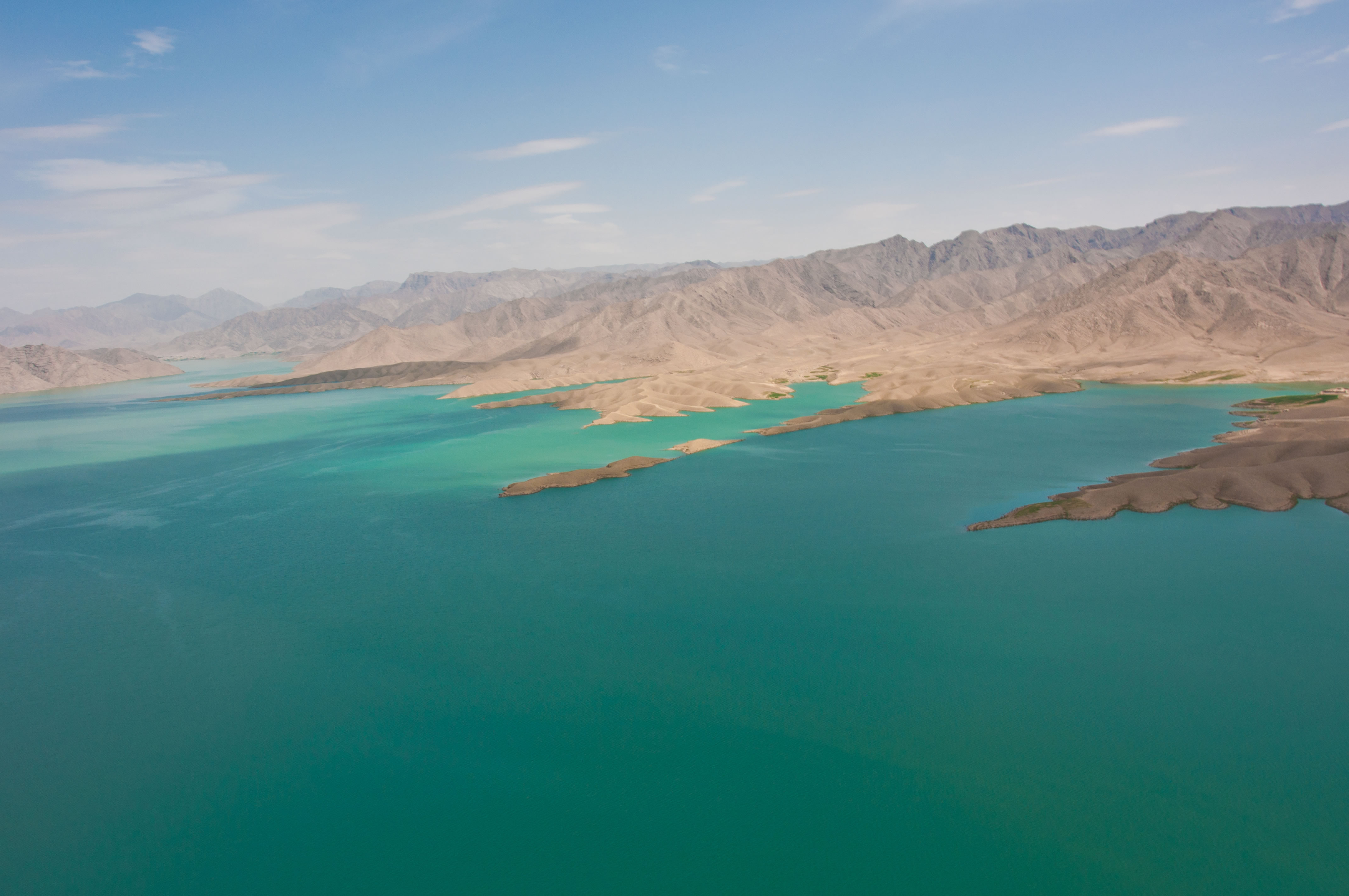
نمای بند کجکی، ۲۰۲۱

بند برق کجکی یکی از پروژهای مهم ولایت هلمند بشمار می‌رود. این بند با داشتن سه توربین ظرفیت تولید ۵۱ میگاوات برق را دارد؛ این سد بزرگ‌ترین سد آبیاری کشور از نظر بزرگی و پس از سد نغلو دومین سد افغانستان از نظر تولید برق می‌باشد.
- سد گرشک

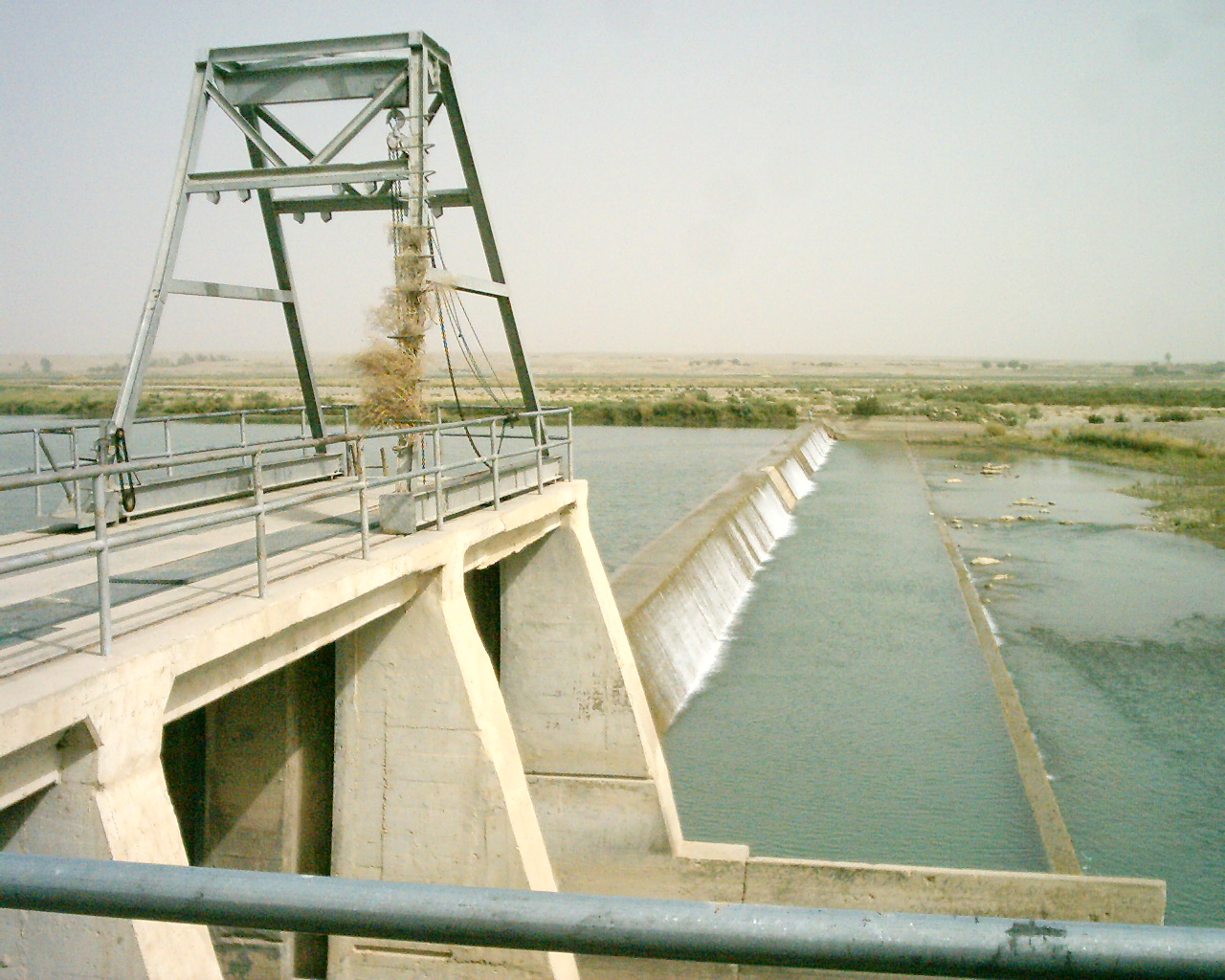
سد گریشک، که توسط آمریکا ساخته شده‌است.

این سد توسط آمریکا و پیش از یورش شوروی به افغانستان ساخته شده‌است و ظرفیت تولید ۲٫۵ مگاوات برق را دارد. آمریکا از دههٔ ۱۳۴۰، برنامه‌ای با عنوان «کمی با آمریکا» را در این منطقه اجرا کرده‌است.

## تقسیمات اداری

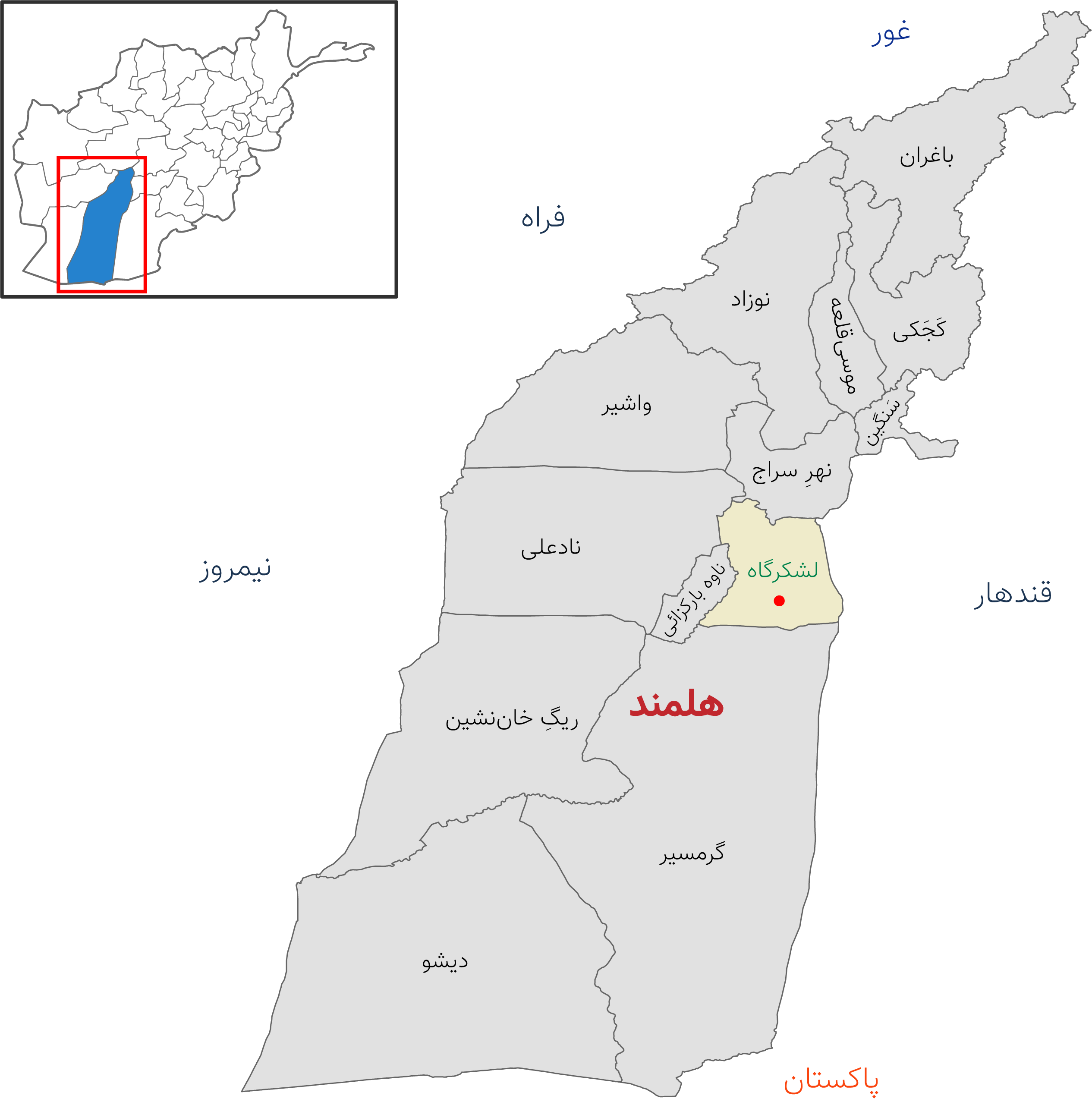
نقشه ولسوالی‌های هلمند

- بَغران
- دیشو
- ریگِ خان‌نشین
- سَنگین
- کَجَکی
- گرمسیر
- لشکرگاه
- موسی‌قلعه
- نادعلی
- ناوهٔ بارکزائی
- نوزاد
- نهرِ سراج
- واشیر

## اقتصاد
- خرما

بر اساس آمار ریاست احصائیه وزارت زراعت ساحه تحت کشت خرما در ولایت هلمند به ۵۱ جریب زمین می‌رسد. که سالانه حدود ۶۵ هزار کیلو خرما غز آن به دست می‌آید.
- مواد مخدر

حدود ۶۰ درصد مواد مخدر افغانستان در ولایت هلمند کشت می‌ شد، ولی با آمدن امارت اسلامی و شکست قوا اشغالګر ناتو در بخش تولید مواد مخدر ۱۰۰ فیصد تغیر ایجاد شده.
تقریبا ۸۰ فیصد مردم هلمند مصروف کشاورزی استند و سالانه ۲ میلون تن ګندم در ای ولایت تولید میشوند. امار ریاست زراعت سال ۱۴۰۳ نشان می دهند که در سال جاری یک ملیون تون پنبه و ۲ میلون ګندم محصول بدست امده و همچنان در عرصه تولید سبزیجات مانند خیار، رومی، پالک، کاهو و ګلپی هم حد اقل نصف ضرورت این ولایت در درون هلمند تولید میشوند، میوه های ګوناګون مانند انګور، انار، انجیر، خربوزه، تربوز، شفتالو و سیب هم هلمند محصولات کافی دارند.

## آموزش
طبق آمار سال ۲۰۱۲، فقط ۶٫۱ درصد بزرگسالان (بالای ۱۵ سال) در ولایت هلمند سواد داشتند. از بین مردان ۱۰٫۲ درصد باسواد بودند و از بین زنان فقط ۱٫۶ درصد. این ولایت از لحاظ میزان باسوادی، در قعر فهرست ولایت‌های افغانستان قرار دارد.

## فرهنگ
هرچند که هلمند از زمانه‌های دور مرکز فرهنگ، تمدن و مرکز میراث‌های تاریخی بود؛ اما اخیراً امور فرهنگی در آن به شکل منظم با ایجاد انجمن فرهنگی بُست در سال ۱۳۸۴ آغاز گردید و به تعقیب آن انجمن ادبی هلمند، انجمن پیرروشان، انجمن سنگ روخام، انجمن محمودطرزی، انجمن هاشم سروانی، انجمن ادبی نادعلی، انجمن ادبی شمله و سراج در ولسوالی گرشک به فعالیت آغاز کردند.

## نگارخانه

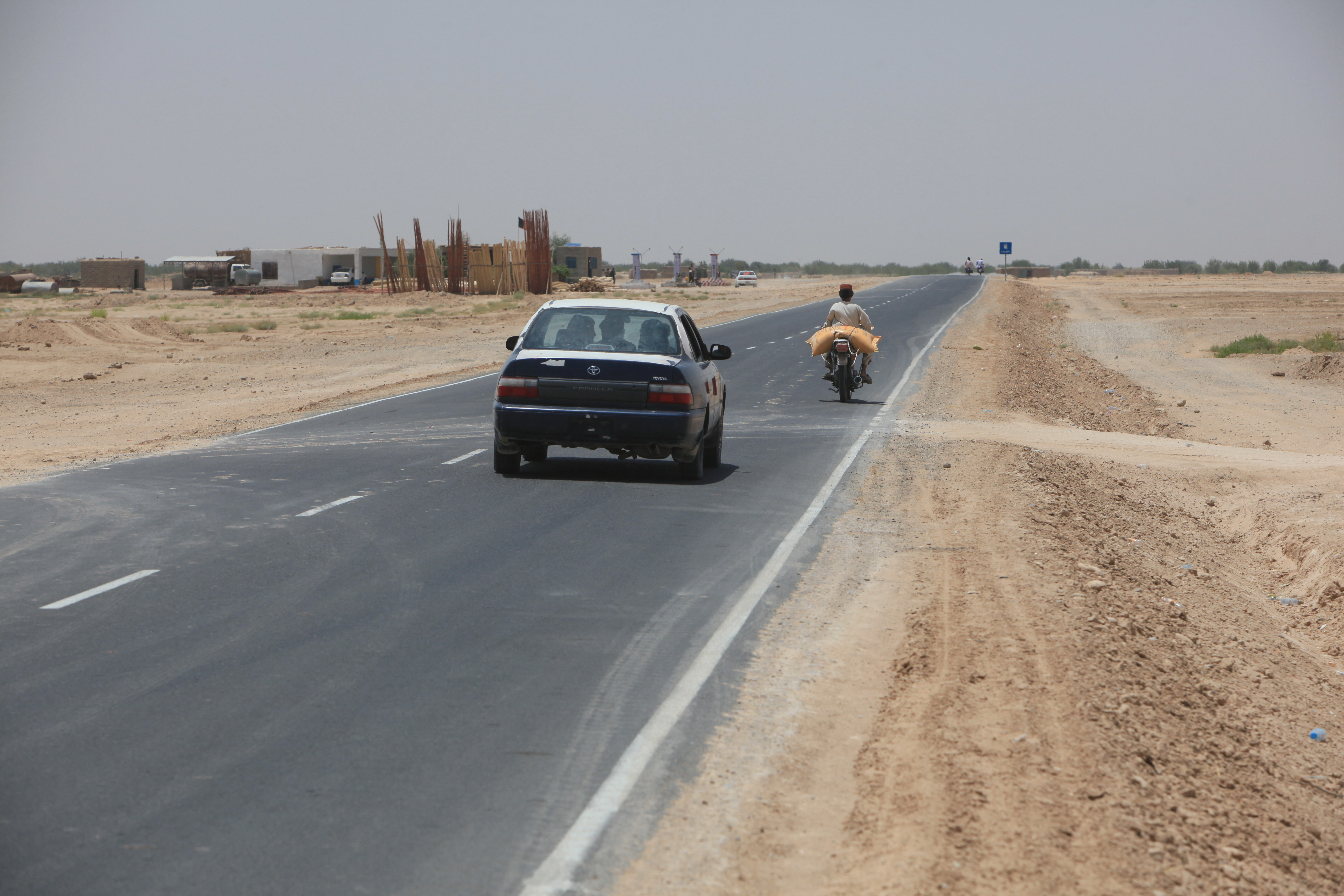
جاده ای در هلمند
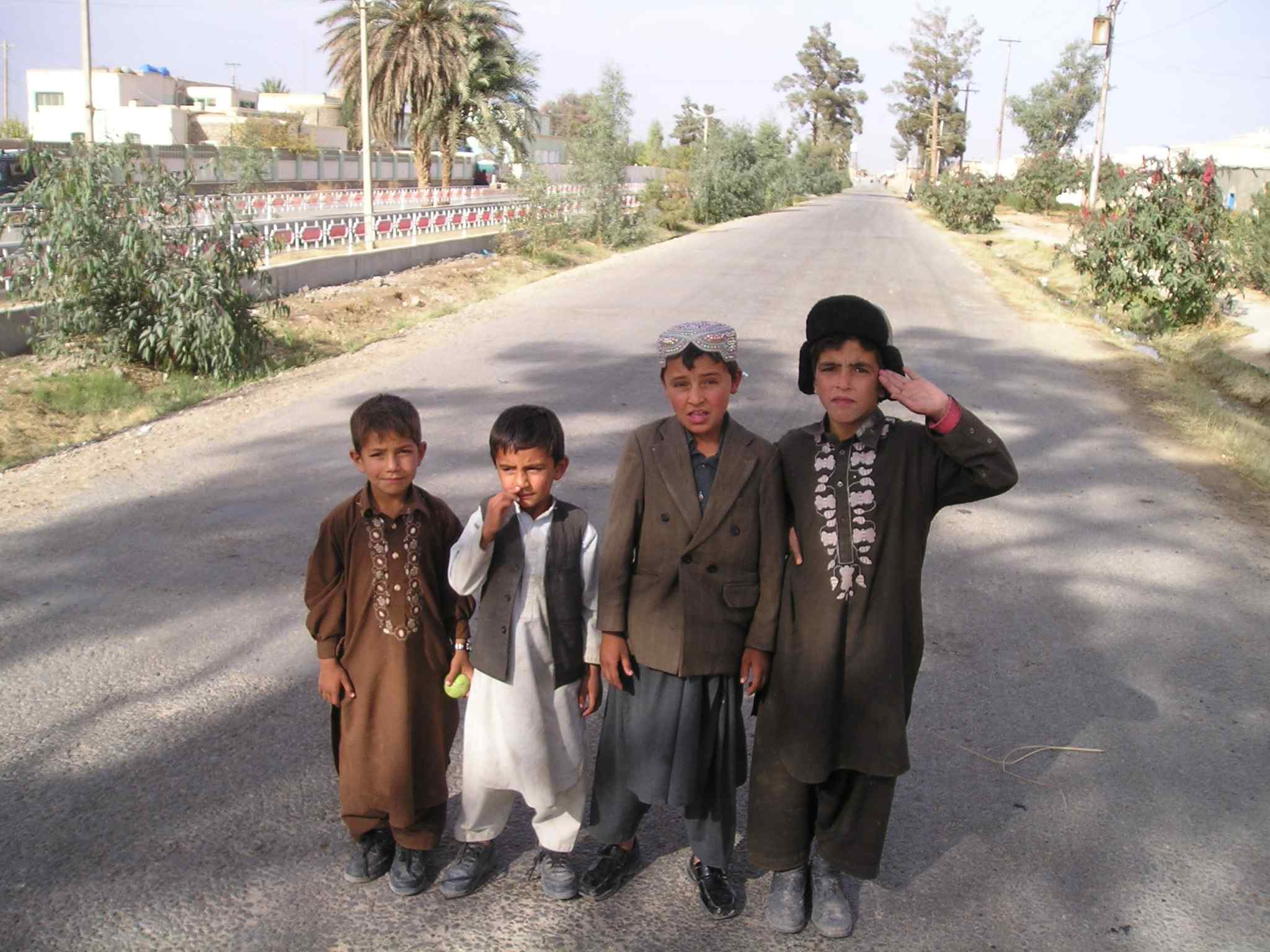
کودکان در هلمند
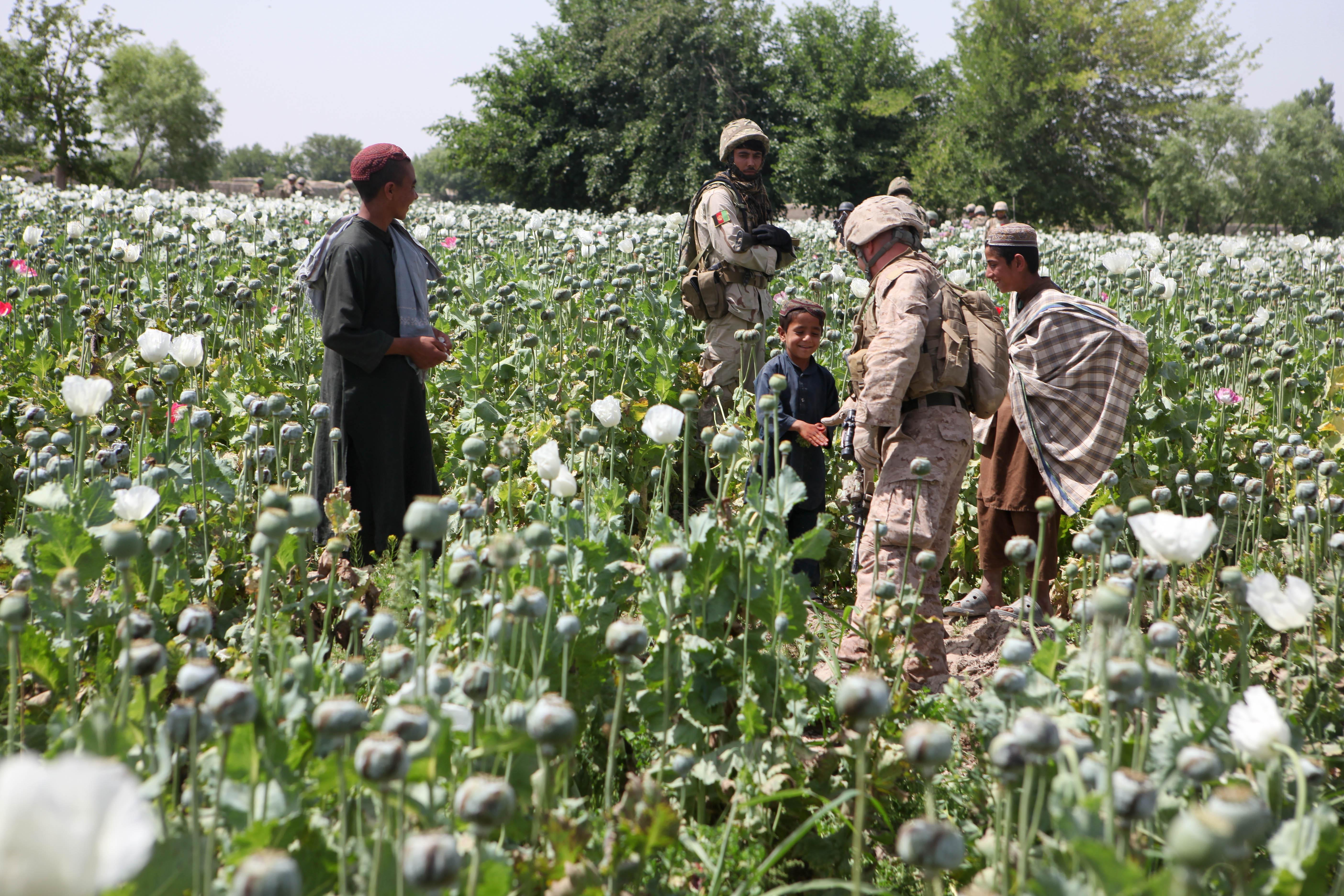
مزرعه خشخاش در هلمند
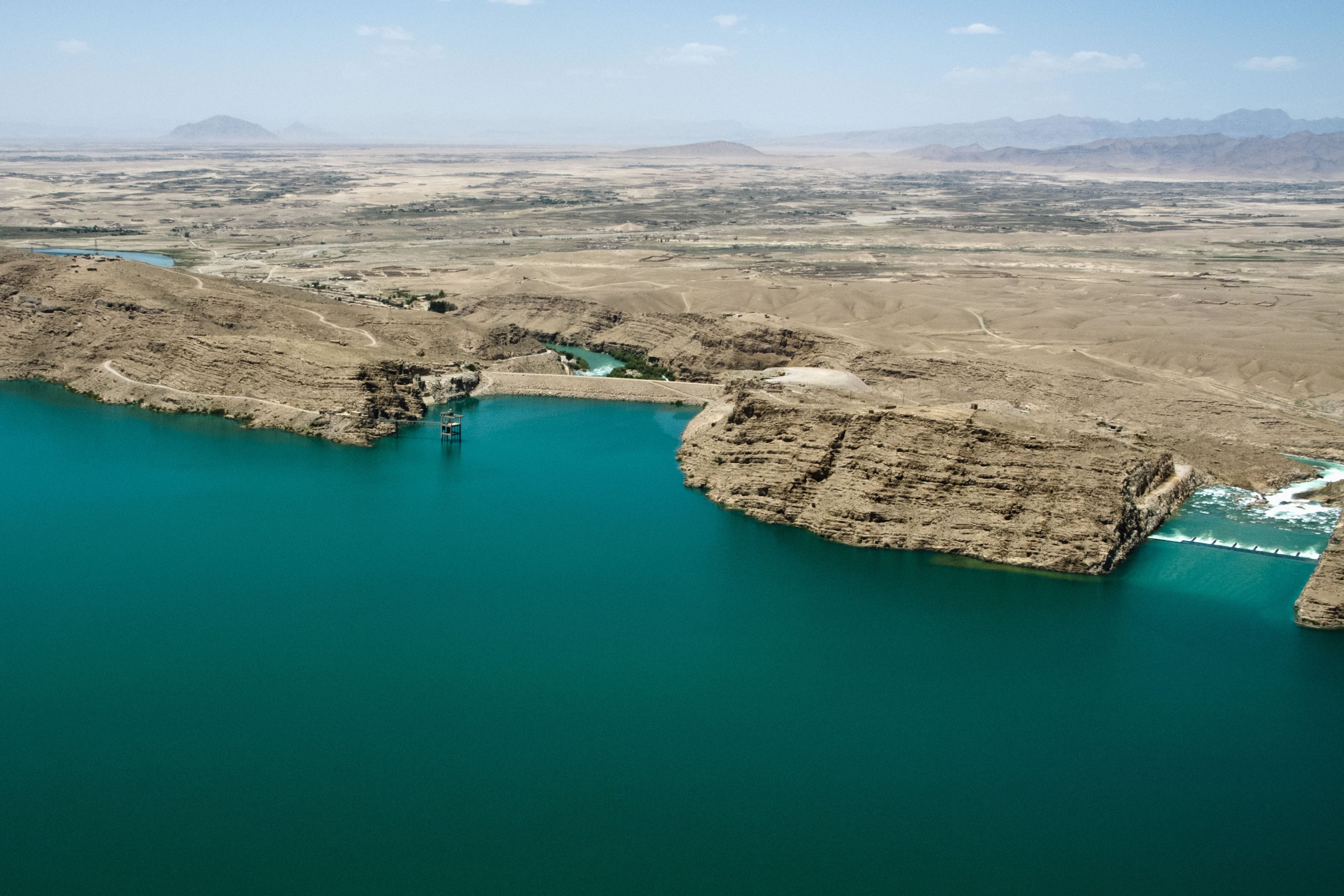
سد کجکی در هلمند
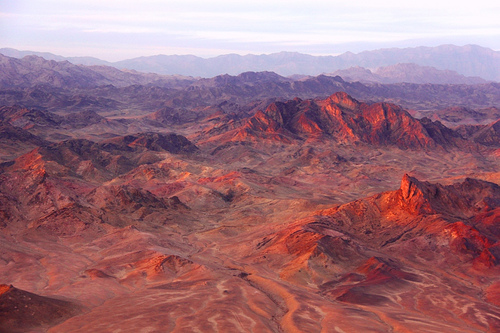
کوهستانی در ولسوالی موسی قلعه در وولایت هلمند
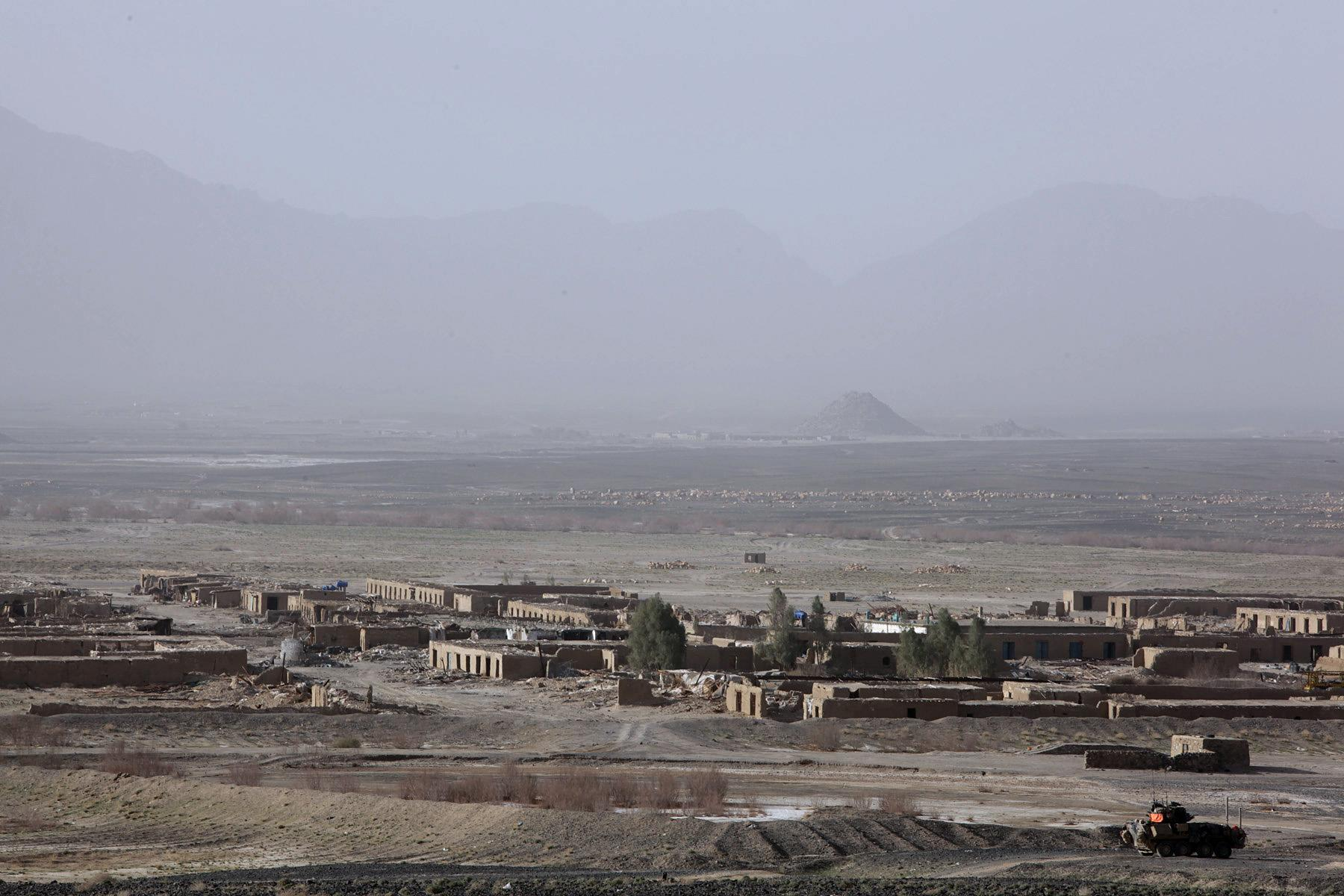
بهرامچه، شهری در ولسوالی دیشو، ولایت هلمند
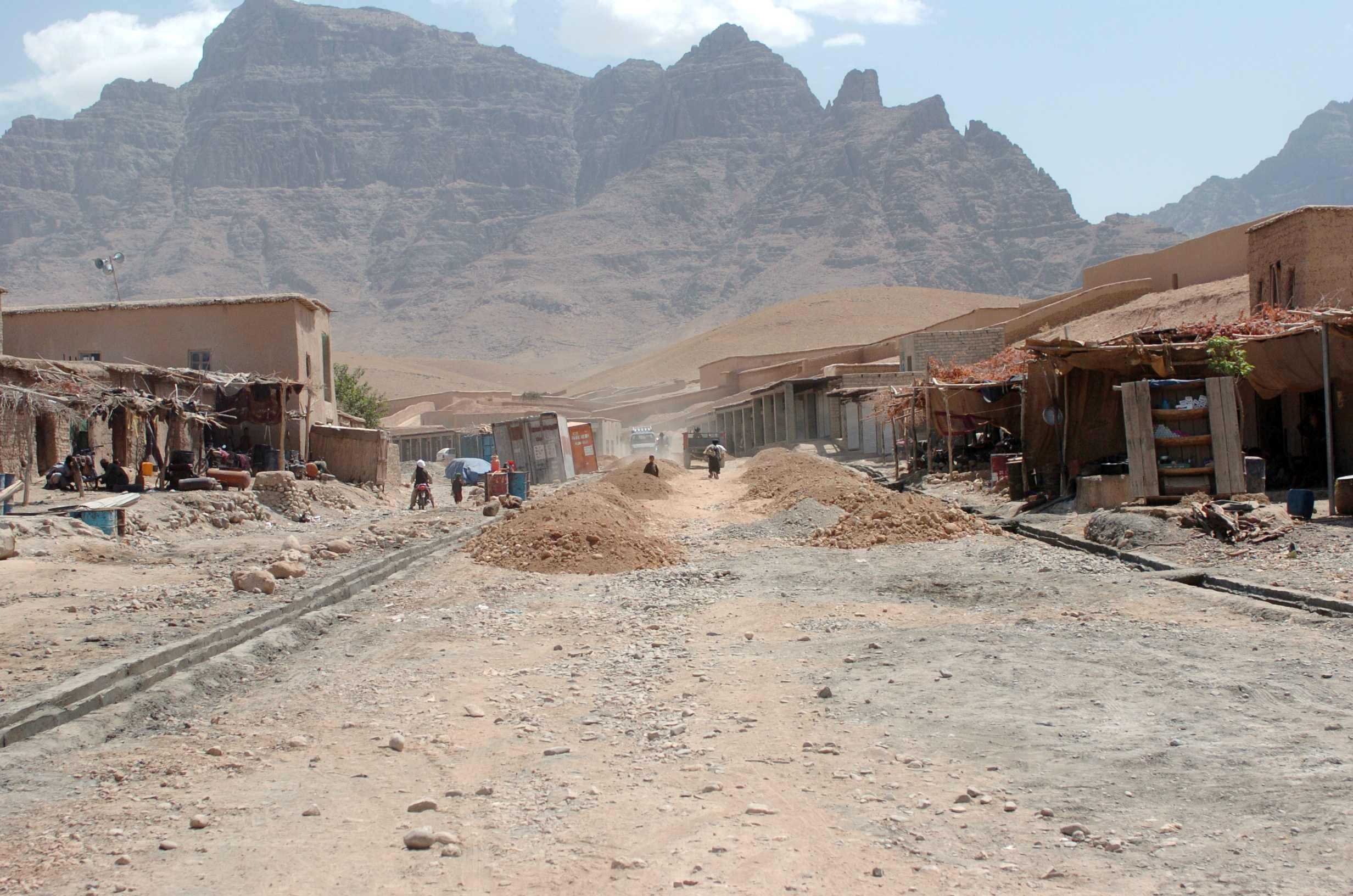
بغران یکی از ولسوالی‌های ولایت هلمند